# Jiskrovo údolí
Jiskrovo údolí je úzké zalesněné údolí táhnoucí se severovýchodně od města Brandýs nad Orlicí.
Jiskrovo údolí je geomorfologickým útvarem nacházejícím se v Brandýském hřbetu na západním okraji Českotřebovské vrchoviny. Je asi 3,5 kilometru dlouhé a jeho osu tvoří Dolenský potok – pravý přítok Tiché Orlice. Společně s jejím údolím svírá ostroh, na kterém stojí zřícenina hradu Brandýsa. Jméno dostalo podle historické postavy Jana Jiskry z Brandýsa, který ale pocházel z moravské větve pánů z Brandýsa a s hradem neměl kromě jména patrně nic společného. Ve spodním zakončení se nachází město Brandýs nad Orlicí, horní zakončení leží u osady Horní Rozsocha. Kvalita komunikace vstupující zezdola do údolí se postupně snižuje od místní asfaltové silnice až po pouhou pěšinu. Po celé délce jí kopíruje zeleně značená turistická trasa 4238 z Brandýsa nad Orlicí na hrad Potštejn. Přibližně v polovině délky prochází údolím příčná kvalitní polní cesta z Olešné do Kaliště. Kromě okrajových budov Brandýsa se v něm nenacházejí žádné významné stavby, původně zalesněné svahy jsou na některých místech vykáceny.